# Propamocarb
Propamocarb je karbamátový ester ve formě hydrochloridu (propamocarb hydrochlorid), používaný jako systémový fungicid pro hubení půdních a listových nákaz. Aplikuje se zálivkou nebo postřikem a po vstřebání je fungicid rozveden po rostlině. V České republice je v současnosti[kdy?] registrován společností Agriphar SA v přípravku Proplant, do roku 2012 byl prodáván přípravek Previcur 607 SL vyráběný společností AgroBio Opava s propamokarbem jako účinnou látkou.

## Spektrum působení
Působí pouze a výhradně na plísně třídy řasovky (oomycety).

## Bezpečnost
Kontrolní orgány a výrobce udávají tyto vlastnosti: nízká celková toxicita, teratogenicita a neurotoxicita u savců, přípravek není rakovinotvorný nebo mutagenní; není náchylný k vytváření rezistencí a je rostlinami do několika týdnů zcela rozložen, takže není příliš velkou hrozbou pro životní prostředí. Existuje riziko senzitizace (zvýšení citlivosti) pokožky.